# Minister van staat
Minister van staat is een titel die gevoerd wordt door sommige politici uit landen met een parlementair systeem. In sommige landen is hun functie vergelijkbaar met die van wat in België en Nederland een staatssecretaris genoemd wordt. In andere landen is het juist een titel die aan hogere politici, zoals kabinetsleden of het staatshoofd toegekend wordt. In weer andere landen is het een eretitel.

## Eretitel

### Frankrijk
Tijdens het ancien régime had de titel minister van staat (Frans: Ministre d'État) een zeer specifieke betekenis. Hij werd voor het eerst gebruikt tijdens de regering van Lodewijk XIII. De ministers van staat werden benoemd door de koning en tijdens de Conseils du Roi (= koningsconsulten) door de koning geraadpleegd. Toen Lodewijk XIV in 1661 onder het mom van droit divin (= goddelijk recht) een absolute monarchie in het leven riep, werden de zaken anders: de koning nodigde alleen diegenen die hij nodig dan wel wenselijk achtte voor een Conseil uit. Een uitnodiging was slechts geldig voor één sessie: voor een volgende sessie was een hernieuwde uitnodiging nodig. Als iemand echter eenmaal een sessie bijgewoond had, mocht hij wel de rest van zijn leven de titel Ministre d'État voeren, hetgeen hem onder andere het recht gaf op een jaarlijkse toelage van ongeveer 20.000 livre.
De titel werd tijdens de Franse Revolutie afgeschaft, maar tijdens de Restauratie opnieuw ingevoerd als eretitel voor scheidende ministers. Verlening van de titel gebeurde niet altijd, maar als de koning weigerde de titel te verlenen dan werd dit wel als een belediging opgevat.
In de huidige Franse Republiek is Ministre d'État een eretitel die aan sommige ministers toegekend wordt. Volgens de geldende protocollen staan zij in rang direct onder de eerste minister, maar boven de overige ministers. De titel brengt echter geen speciale privileges met zich mee. Nicolas Sarkozy is voor hij president van Frankrijk werd ook Ministre d'État geweest.

### België en Nederland
In België en Nederland is minister van staat een eretitel die op voordracht van de regering door het staatshoofd toegekend wordt. De titel wordt op persoonlijke basis en normaal gesproken voor het leven verleend. Het is een blijk van waardering voor bijzondere diensten, meestal aan het einde van hun actieve loopbaan toegekend aan gedistingeerde politici. Vaak zijn ministers van staat oud-kabinetsleden of voormalige partijleiders. In delicate kwesties kan een minister van staat het staatshoofd adviseren. Hij of zij heeft echter geen formeel zeggenschap.

### Nieuw-Zeeland
In Nieuw-Zeeland wordt de titel minister van staat (Engels: Minister of State) soms gebruikt om iemand de status van minister te geven, maar zonder de daarbij behorende verantwoordelijkheden. Feitelijk wordt zo een minister zonder portefeuille benoemd. Omdat de titel geen verantwoordelijkheden draagt, kunnen er op elk moment meerdere (of juist helemaal geen) ministers van staat zijn. In de vorige regering van Nieuw-Zeeland werden regelmatig ministers van staat benoemd, de huidige regering kent (nog?) geen ministers van staat.
Ministers van staat zijn om twee verschillende redenen benoemd:
- als eerbetoon aan oud-politici, vergelijkbaar met de situatie in België en Nederland;
- om een junior of adjunct-minister te benoemen. Formeel kent Nieuw-Zeeland geen junior of adjunct-ministers, maar een minister kan de taak een andere minister te ondersteunen toegewezen krijgen. Formeel is een minister van staat een minister en deze kan dus een ondersteunende taak toegewezen krijgen. Aangezien hij geen andere verantwoordelijkheden heeft wordt op deze manier feitelijk een adjunct-minister benoemd.

## Hooggeplaatste functionarissen
In bepaalde landen is de titel voorbehouden aan de hoogstgeplaatste kabinetsleden of zelfs de regeringsleider.

### Australië
De Australische grondwet machtigt de Gouverneur-Generaal, zijnde de vertegenwoordiger van de Kroon, Ministers of State te benoemen om leiding te geven aan departementen. Junior ministers kunnen en mogen niet verantwoordelijk zijn voor een volledig departement, maar kunnen wel leidinggeven aan een deeldepartement. Bijvoorbeeld: de minister van Sport is verantwoordelijk voor sport binnen het ministerie van Gezondheid en Vergrijzing, dat op zijn beurt onder leiding van de minister van Gezondheid en Vergrijzing staat. Deze laatste is een Minister of State.

### Brazilië
In Brazilië wordt de titel minister van staat (Portugees: Ministro de Estado) gevoerd door alle leden van het federale kabinet.

### Japan
In Japan wordt de titel gebruikt door alle leden van het kabinet.

### Kenia
In Kenia wordt de titel gebruikt door de machtigste ministers. Zo worden de ministeries die rechtstreeks onder de president, de vicepresident of de eerste minister geplaatst zijn, Ministry of State for... (staatsministerie voor...) genoemd. Momenteel bestaan er onder andere een Ministry of State for Internal Security and Provincial Administration (binnenlandse veiligheid en provinciaal bestuur), Immigration (immigratie) en Public Service (openbare diensten).

### Luxemburg
In Luxemburg is de titel minister van staat (Frans: Ministre d'État, Duits: Staatsminister) een extra titel voor de minister-president. Deze laatste titel wordt pas sinds 1989 gebruikt, terwijl de titel minister van staat al sinds 1848 voor de regeringsleider gebruikt wordt.

### Monaco
In Monaco is de minister van staat het hoofd van de regering van het vorstendom, direct ondergeschikt aan de vorst en verantwoordelijk voor de handhaving van de wet.

### Portugal
In Portugal is de minister van staat (Ministro de Estado) een lid van de ministerraad wiens functie grofweg overeenkomt met die van vicepremier.

### Scandinavië
In de Scandinavische landen is de Statsminister de regeringsleider (de eerste minister). Het woord Statsminister komt ook terug in de titel van ministers die aan het hoofd van verschillende deeldepartementen staan (zoals dat ook in Australië het geval is).

## Lager geplaatste functionarissen
In diverse andere landen, met name in landen die vroeger lid van het Britse Rijk waren, zijn ministers van staat lager in rang en zijn ze vaak ondergeschikt aan een kabinetslid.

### Canada
In Canada is een Minister of State hoger geplaatst dan een Secretary of State maar lager dan een Minister of the Crown (Kroonminister - de leidinggevende van een ministerie).

### Duitsland
In Duitsland wordt de titel Staatsminister gebruikt voor parlementaire staatssecretarissen die werken bij het ministerie van Buitenlandse Zaken of voor de Bondskanselier. Qua rang staan ze dan ook tussen de federale ministers en de "gewone" staatssecretarissen in. Dezelfde titel wordt ook gebruikt door kabinetsleden van sommige deelstaten van Duitsland. In het verleden werd deze of een vergelijkbare titel ook gebruikt door kabinetsleden van enkele van de landen die gezamenlijk het Duitse Keizerrijk vormden.

### Ierland
In Ierland is een Minister of State ondergeschikt aan een minister die aan het hoofd van een Staatsdepartement staat (een minister met een portefeuille). Hij of zij geniet hetzelfde aanzien als een Parliamentary Secretary (tegenwoordig een soort staatssecretaris, oorspronkelijk een minister in opleiding).

### India
In India is een minister van staat een junior functionaris in de federale regering die hetzij een minister assisteren, hetzij zelf verantwoordelijk zijn voor een ministerie. Er is een wet aangenomen die het aantal ministers van staat in de federale regering beperkt.

### Nigeria
In Nigeria is een minister van staat een junior minister in het kabinet, normaal gesproken adjunct van een minister van een federaal ministerie. In sommige gevallen kan hij of zij leidinggeven aan speciale departementen die rechtstreeks onder de president vallen. Wettelijk gezien worden zowel de "gewone" ministers als de ministers van staat beschouwd als ministers van de federale regering.

### Pakistan
Ook in Pakistan is een minister van staat een junior minister in het kabinet, die hetzij adjunct van een kabinetslid kan zijn, hetzij zelf leiding kan geven aan een ministerie.

### Verenigd Koninkrijk
In het Verenigd Koninkrijk is een Minister of State een regeringslid, ondergeschikt en verantwoording verschuldigd aan een Secretary of State (minister), maar hoger in rang dan parlementaire onder-staatssecretarissen en parlementaire persoonlijke secretarissen (PPS). De functie bestaat pas sinds 1945. Een ministerie kan meerdere ministers van staat omvatten. Een minister van staat kan een persoonlijke PPS hebben, maar er kunnen ook ministerie-brede PPS'en zijn. Voor de ministers van staat bestaan dezelfde gedragsregels als voor de "gewone" ministers.